# Пустинки
Пустинки́ — село в Україні, у Михайло-Коцюбинській селищній громаді Чернігівського району Чернігівської області. Населення становить 118 осіб. До 2018 орган місцевого самоврядування — Мньовська сільська рада.

## Історія
Поселення бронзової доби відкрито біля села 1963 року.
За даними на 1859 рік на козацькому хуторі Чернігівського повіту Чернігівської губернії мешкало 54 особи (30 чоловічої статі та 24 — жіночої), налічувалось 5 дворових господарств.
12 червня 2020 року, відповідно до розпорядження Кабінету Міністрів України № 730-р «Про визначення адміністративних центрів та затвердження територій територіальних громад Чернігівської області», увійшло до складу Михайло-Коцюбинської селищної громади.
19 липня 2020 року, в результаті адміністративно-територіальної реформи та ліквідації Чернігівського району (1923—2020) Чернігівської області, увійшло до складу новоутвореного Чернігівського району.

## Населення

### Мова
Розподіл населення за рідною мовою за даними :
| Мова       | Кількість | Відсоток |
| ---------- | --------- | -------- |
| українська | 118       | 100%     |